# Carbossipeptidasi
Le carbossipeptidasi sono enzimi in grado di rompere i legami peptidici tra gli amminoacidi in una precisa posizione grazie al fattore altamente sterico, quindi selettivo, della catalisi enzimatica. Questa infatti "riconosce" i gruppi terminali degli amminoacidi e si lega nella posizione corretta per effettuare il taglio. 
Esistono diversi tipi di carbossipeptidasi, raggruppate dalla classificazione EC nelle sotto-sottoclassi EC 3.4.16, EC 3.4.17 ed EC 3.4.18. Le più note sono certamente le carbossipeptidasi A e B enzimi prodotti dal pancreas e utilizzati nell'intestino nel catabolismo degli amminoacidi.